# Pierre Salvadori
Pierre Salvadori (Sfax, 8 de novembro de 1964) é um cineasta francês.